# У Шэнли
У Шэнли́ (кит. упр. 吴胜利; род. в августе 1945, Уцяо, Хэбэй) — китайский адмирал (2007), с августа 2006 г. по январь 2017 г. командующий ВМС НОАК. Член ЦВС с 2007 года. Член КПК, член ЦК 17-18 созывов (с 2007 года).
Стал вторым по продолжительности командования ВМФ, уступая в этом только Сяо Цзиньгуану (командующему в 1950-80 гг.).

## Биография
Причисляется к так называемым «наследным принцам», сын бывшего вице-губернатора провинции Чжэцзян.
В рядах НОАК с 1964 года.
Окончил Военный колледж геодезии и картографии в г. Сиань, где учился в 1964—68 годы. В 1972—74 годах проходил капитанский курс в Даляньской морской академии, в 1994—1997 годы возглавлял её.
В 2004—2006 годах — заместитель начальника Генштаба НОАК.
C августа 2006 по январь 2017 года — командующий Военно-морскими силами Китайской Народной Республики.
Один из двух членов ЦВС 11 созыва (второй — Чан Ваньцюань), сохранивших членство в 12 созыве (с 2012/2013 года), в котором У Шэнли являлся самым пожилым. Наблюдателями предполагалось, что он мог быть назначен новым министром обороны в 2013 году, однако этот пост получил Чан Ваньцюань.
Контр-адмирал (1994), вице-адмирал (2003), адмирал (2007).
Отмечают связь У Шэнли с бывшим генсеком ЦК КПК Цзян Цзэминем, сообщается, что отношения между ними завязались в конце 1980-х во время совместной работы в Шанхае, где Цзян возглавлял горком партии, а У был замглавы базы ВМФ в Восточно-Китайском море. По некоторым источникам, он весьма близок к генералу Сюй Цайхоу, зампреду ЦВС в 2004—2012 годах. В то же время указывался выдвиженцем генсека Ху Цзиньтао.